# Castelul Teleki din Uioara de Sus
Castelul Teleki din Uioara de Sus este un ansamblu de monumente istorice aflat în localitatea Uioara de Sus, din cadrul orașului Ocna Mureș.

## Istoric și descriere
Castelul a fost construit în 1290, în cel mai înalt punct din zonă. Construcția medievală este amintită în documente pentru prima dată în anul 1290, sub numele de "castelul nou", îndicând existența unei fortificații mai vechi pe același amplasament, probabil din secolele al X-lea sau al XI-lea.
Noul castel medieval din piatră, construit la sfârșitul secolului al XIII-lea, a fost parțial dărâmat, ridicându-se în locul lui, între 1850-1859, un castel neogotic pentru familia nobiliară Bánffy, cu ajutorul arhitectului Anton Kagerbauer. Este vorba despre o construcție dreptunghiulară cu parter și două etaje.
Din castelul de la 1290 se mai pot vedea ruinele unui turn pentagonal situat în colțul de nord-est al noii construcții, care era probabil vechiul donjon al fortificației medievale. Complexul Teleki mai cuprinde ruinele bisericii romanice, datată în jurul anului 1300, din care se mai păstrează zidurile de cărămidă cu clopotniță. La etaj, clopotnița are ferestre cu capiteluri cubice. De-a lungul timpului, și ea a suferit mai multe modificări.
Ansamblul este format din următoarele monumente:
- Castelul Teleki (cod LMI AB-II-m-B-00380.01)
- Capelă romano-catolică (cod LMI AB-II-m-B-00380.02)